# Anima Yell!
Anima Yell! (jap. アニマエール！ Anima ēru!) – czteropanelowa manga autorstwa Tsukasy Unohany, publikowana na łamach magazynu „Manga Time Kirara Carat” wydawnictwa Hōbunsha od lutego 2016 do sierpnia 2020. Na jej podstawie studio Doga Kobo wyprodukowało serial anime, który emitowany był od października do grudnia 2018.

## Fabuła
Historia opowiada o Kohane Hatoyi, dziewczynie, która uwielbia pomagać innym. Po rozpoczęciu liceum zaczęła interesować się cheerleadingiem i postanawia założyć własny klub, rekrutując swoją najlepszą przyjaciółkę Uki Sawatari oraz weterankę wśród cheerleaderek Hizume Arimę. 

## Bohaterowie
- Kohane Hatoya (jap. 鳩谷 こはね Hatoya Kohane)

Seiyū: Yuka Ozaki 
Dziewczyna, która nieustannie przychodzi z pomocą, gdy ktoś ma kłopoty, często raniąc się przy tym. Bardzo interesuje się cheerleadingiem, mimo że od dzieciństwa ma lęk wysokości.
- Hizume Arima (jap. 有馬 ひづめ Arima Hizume)

Seiyū: Yuina Yamada 
Doświadczona cheerleaderka, która została wyrzucona ze swojego starego zespołu za bycie zbyt dobrą. Za namową Kohane, ponownie wraca do cheerleadingu, ale często martwi się, że znowu zostanie sama.
- Uki Sawatari (jap. 猿渡 宇希 Sawatari Uki)

Seiyū: Mikako Izawa 
Przyjaciółka Kohane z dzieciństwa, która często martwi się o jej bezpieczeństwo, gdy ta próbuje pomagać ludziom. Zadowolona z tego, że Kohane znalazła pasję, Uki wspiera jej zainteresowanie i dołącza do klubu cheerleaderek.
- Kotetsu Tatejima (jap. 舘島 虎徹 Tatejima Kotetsu)

Seiyū: Tomori Kusunoki 
Koleżanka z klasy Kohane, której często brakuje pewności siebie i wstydzi się swojego męsko brzmiącego imienia.
- Kana Ushiku (jap. 牛久 花和 Ushiku Kana)

Seiyū: Haruka Shiraishi 
Dziewczyna z kucykami, która z daleka obserwuje klub cheerleaderek.
- Pani Inukai (jap. 犬養先生 Inukai-sensei)

Seiyū: Eriko Matsui 
Wychowawczyni Kohane.
- Kon Akitsune (jap. 秋常 紺 Akitsune Kon)

Seiyū: Hiyori Kono 
Koleżanka z klasy Kohane i najlepsza przyjaciółka Kotetsu. Kon jest lesbijką, która dzięki pomocy klubu cheerleaderek z powodzeniem wyznaje swoją miłość.
- Basket-senpai (jap. バスケ先輩 Basuke-senpai)

Seiyū: Yurina Furukawa 
Kapitan klubu koszykówki o chłopięcym wyglądzie. Jej prawdziwe imię to Shiona Kujirai (jap. 鯨井 汐凪 Kujirai Shiona).
- Przewodnicząca klubu gospodarstwa domowego (jap. 家庭科部部長 Ieniwaka-bu buchō)

Seiyū: Nao Natsuno 
- Akane Sawatari (jap. 猿渡 暁音 Sawatari Akane)

Seiyū: Aimi Tanaka 
Młodszy brat Uki.
- Suzuko Nekoya (jap. 根古屋 鈴子 Nekoya Suzuko)

Seiyū: Risae Matsuda 
- Tamako Nekoya (jap. 根古屋 珠子 Nekoya Tamako)

Seiyū: Satsumi Matsuda 

## Manga
Seria ukazywała się w magazynie „Manga Time Kirara Carat” od lutego 2016 do sierpnia 2020 Została również opublikowana w 5 tankōbonach, wydanych między 27 lutego 2017 a 25 września 2020 nakładem wydawnictwa Hōbunsha.
| Nr | Data wydania (język japoński) | ISBN (język japoński)  |
| -- | ----------------------------- | ---------------------- |
| 1  | 27 lutego 2017                | ISBN 978-4-8322-4807-6 |
| 2  | 27 stycznia 2018              | ISBN 978-4-8322-4914-1 |
| 3  | 27 września 2018              | ISBN 978-4-8322-4978-3 |
| 4  | 25 lipca 2019                 | ISBN 978-4-8322-7110-4 |
| 5  | 25 września 2020              | ISBN 978-4-8322-7214-9 |

## Anime
Adaptacja w formie telewizyjnego serialu anime została wyprodukowana przez studio Doga Kobo i była emitowana od 7 października do 23 grudnia 2018 w stacjach AT-X, Tokyo MX i BS11. Reżyserem anime został Masako Sato, scenariusz napisał Fumihiko Shimo, a postacie zaprojektował Manamu Amasaki. Motywem otwierającym jest „Jump Up↑Yell!!” (jap. ジャンプアップ↑エール!! Janpu appu↑ ēru!!), końcowym zaś „One for All”, oba wykonywane przez Yukę Ozaki, Yuinę Yamadę, Mikako Izawę, Tomori Kusunoki i Harukę Shiraishi. Prawa do dystrybucji serii nabył Crunchyroll. Anime liczy łącznie 12 odcinków.

### Lista odcinków
| №  | Tytuł | Premiera odcinka     |
| -- | --- | -------------------- |
| 1  | My First Time Cheerleading Hajimete no chia (はじめてのチア)                                               | 7 października 2018  |
| 2  | Cute Yet Cool Kawaii kedo kakkoi (かわいいけどかっこいい)                                                  | 14 października 2018 |
| 3  | The Cheer Association, Cheering For Love! Chia dōkō-kai, koi no ōen (チア同好会、恋の応援)                 | 21 października 2018 |
| 4  | Let’s Cheer Up!                                                                                            | 28 października 2018 |
| 5  | Arm Motions With a Smile Egao de āmu mōshon (笑顔でアームモーション)                                       | 4 listopada 2018     |
| 6  | Super Exciting Double Base Thigh Stand Dokidoki daburu bēsu sai sutando (どきどきダブルベースサイスタンド) | 11 listopada 2018    |
| 7  | The One on Top is Scared of Heights Toppu wa kōsho kyōfu-shō (トップは高所恐怖症)                          | 18 listopada 2018    |
| 8  | Senpai and Me Senpai to atashi (せんぱいとあたし)                                                          | 25 listopada 2018    |
| 9  | The Captain is Chosen! Five-Person Cheer Squad Buchō kettei! Gonin no chia (部長決定!五人のチア)           | 2 grudnia 2018       |
| 10 | Socks and Summer Training Camp Kutsushita to natsu gasshuku (くつ下と夏合宿)                               | 9 grudnia 2018       |
| 11 | Exciting Shoulder Straddle Harahara shorudā sutoradoru (はらはらショルダーストラドル)                      | 16 grudnia 2018      |
| 12 | One for All, All for One                                                                                   | 23 grudnia 2018      |